# Radicondoli
Radicondoli es una localidad italiana de la provincia de Siena, región de Toscana, con 1.019 habitantes.

Ubicación de la ciudad de Radicondoli dentro de la provincia de Siena.

## Evolución demográfica
| Gráfica de evolución demográfica de Radicondoli entre 1861 y 2001 |
|                                                                   |
| Fuente ISTAT - Elaboración gráfica por parte de Wikipedia         |